# Ippodromo Sesana
Ippodromo Sesana är en travbana i Montecatini Terme i provinsen Pistoia i Italien.

## Om banan
Ippodromo Sesana ligger sydväst om centrala Montecatini Terme, och har en totala yta på 130 000 kvadratmeter, varav 30 000 kvadratmeter är tillgängliga för publik.
Huvudbanan är 805,3 meter lång och har en maximal bredd på 20,35 meter. Banans raksträckor har en genomsnittlig dosering på 5,03%. På anläggningen finns även en träningsbana som är 629,44 meter lång.
I anslutning till banan ligger även ett museum tillägnat den italienska travhästen Varenne, som av många kallats för världens bästa travhäst.
Stallbacken har 447 boxplatser för hästar, och har även en veterinärsklinik i anslutning. Publikområdet rymmer ca 15 000 åskådare och har ca 2 900 sittplatser under tak.

## Större lopp
Banans största lopp är loppet Gran Premio Citta' di Montecatini, som körs över 1 640 meter i augusti. Loppet är öppet för 4-åriga och äldre varmblodiga travhästar och räknas som ett av Italiens största travlopp. Bland framstående vinnare kan bland annat Timone Ek, Ringostarr Treb, Mack Grace Sm, Opal Viking och Ghiaccio del Nord nämnas. Mack Grace Sm vann loppet fyra år i rad (2011–2014).
Bland banans andra större lopp kan Gran Premio Societa di Terme (3-åriga) och Gran Premio Nello Bellei (4-åriga) nämnas. Det sistnämnda körs till minne av den italienske travprofilen Nello Bellei (1939–2006).